# Київські глаголичні листки

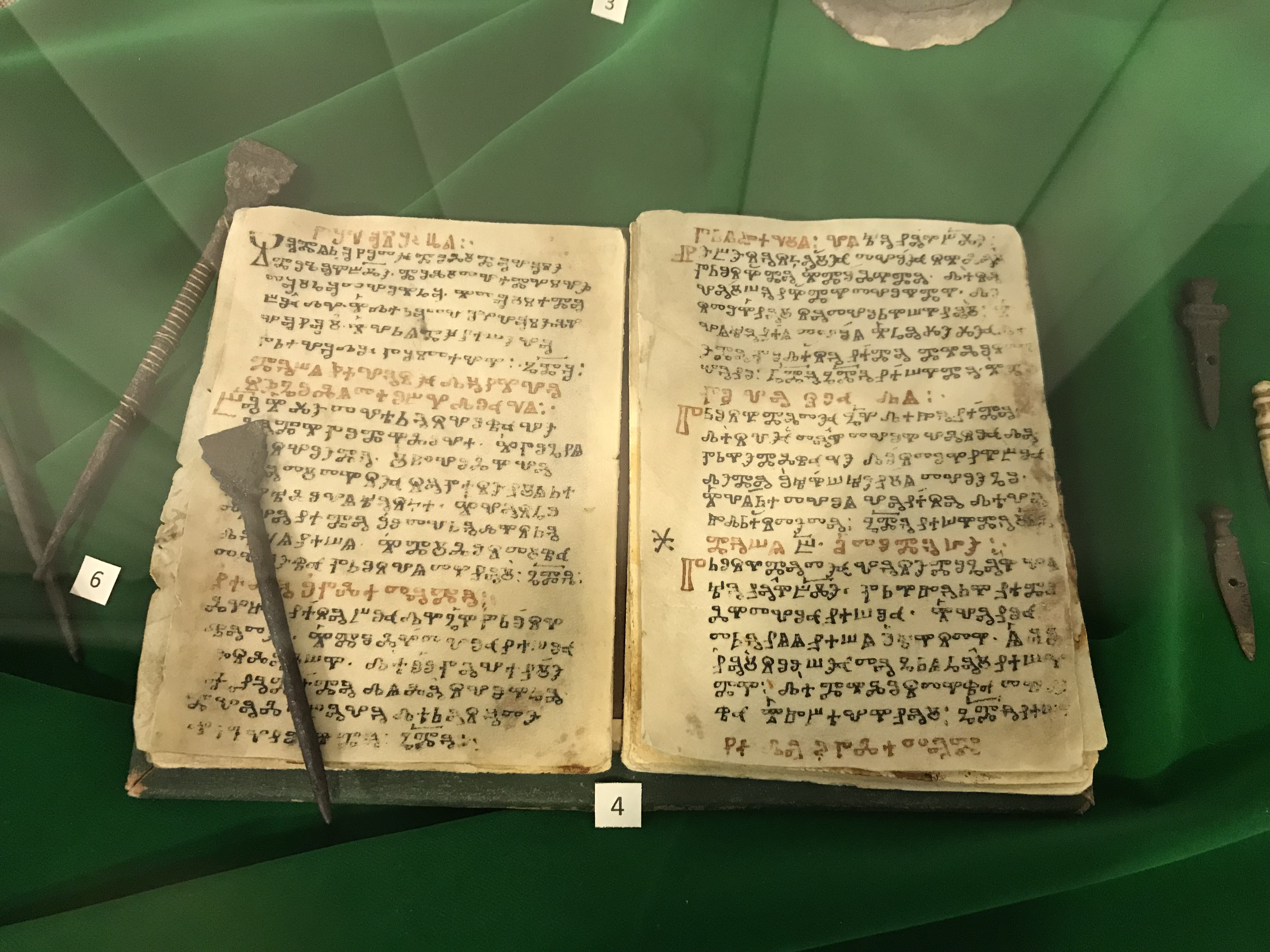
«Київські глаголичні листки». Копія. Музей історії Києва

Київські глаголичні листки (Київські листки, Київський міссал) — разом із Фрейзінгенськими уривками, одна з найдавніших глаголичних пам'яток старослов'янської писемності. Текст датується другою половиною X сторіччя. «Листки» написано «великоморавською» редакцією старослов'янської мови.
Містять опис католицького обряду, разом з інструкцією проведення служби. Текст обряду написаний чорним чорнилом, інструкції — червоним. Від часу чорнило набуло коричневого відтінку.
«Київські глаголичні листки» зберігаються у картонній оправі (висота 15,2 см, ширина від корінця 11 см, корінець близько 0,7 см), обтягнутій високоякісним темно-зеленим сап'яном, на якому золотом витіснено орнамент. Зберігається в бібліотеці Української академії наук у Києві.
Київські листки писали дві людини, про що свідчить почерк і правопис, так перша сторінка різко відрізняється від інших і, ймовірно, написана пізніше.

## Історія
- У 1872 році пам'ятку подарував Київській духовній академії її вихованець начальник Російської духовної місії в Єрусалимі архімандрит Антонін (Андрій Іванович Капустін).
- З 1934 року «Київські листки» зберігаються в Національній бібліотеці України імені В. І. Вернадського.

## Опис
«Листки» складаються з семи пергаментних аркушів. Шість із них скріплено у вигляді зошита, а сьомий зберігся окремо.
Вперше текст «Київських листків» було досліджено філологом і палеографом І. І. Срезневським. На першій сторінці записаний уривок з Апостольських читань. На решті сторінок записано зібрання західно-християнських мес — міссал, перекладений з латинської мови.